# 178-й меридіан східної довготи
178-й меридіан східної довготи — лінія довготи, що лежить на 178 градусів східніше Гринвіцького меридіана. Вона проходить від Північного полюса через Північний Льодовитий океан, Азію, Тихий океан, Нову Зеландію, Південний океан та Антарктиду до Південного полюса.
178-й меридіан східної довготи формує велике коло разом із 2-гим меридіаном західної довготи.

## Список географічних об'єктів, що перетинає 178° сх. д.
Починаючи на Північному полюсі та рухаючись до Південного полюса, 178-й меридіан східної довготи проходить через:
| Координати                                                   | Країна, територія або море | Примітки                                                  |
| ------------------------------------------------------------ | -------------------------- | --------------------------------------------------------- |
| 90°0′ пн. ш. 178°0′ сх. д. / 90.000° пн. ш. 178.000° сх. д.  | Північний Льодовитий океан |                                                           |
| 72°0′ пн. ш. 178°0′ сх. д. / 72.000° пн. ш. 178.000° сх. д.  | Східносибірське море       |                                                           |
| 69°28′ пн. ш. 178°0′ сх. д. / 69.467° пн. ш. 178.000° сх. д. | Росія                      |                                                           |
| 64°41′ пн. ш. 178°0′ сх. д. / 64.683° пн. ш. 178.000° сх. д. | Анадирський лиман          |                                                           |
| 64°12′ пн. ш. 178°0′ сх. д. / 64.200° пн. ш. 178.000° сх. д. | Росія                      |                                                           |
| 62°32′ пн. ш. 178°0′ сх. д. / 62.533° пн. ш. 178.000° сх. д. | Берингове море             | Проходить західніше острова Сегула, Аляска, США           |
| 51°55′ пн. ш. 178°0′ сх. д. / 51.917° пн. ш. 178.000° сх. д. | Тихий океан                |                                                           |
| 17°24′ пд. ш. 178°0′ сх. д. / 17.400° пд. ш. 178.000° сх. д. | Фіджі                      | Проходить через острів Віті-Леву                          |
| 18°15′ пд. ш. 178°0′ сх. д. / 18.250° пд. ш. 178.000° сх. д. | Тихий океан                |                                                           |
| 18°22′ пд. ш. 178°0′ сх. д. / 18.367° пд. ш. 178.000° сх. д. | Фіджі                      | Проходить через острів Янука[en]                          |
| 18°23′ пд. ш. 178°0′ сх. д. / 18.383° пд. ш. 178.000° сх. д. | Тихий океан                |                                                           |
| 19°6′ пд. ш. 178°0′ сх. д. / 19.100° пд. ш. 178.000° сх. д.  | Фіджі                      | Проходить через острів Кадаву[en]                         |
| 19°9′ пд. ш. 178°0′ сх. д. / 19.150° пд. ш. 178.000° сх. д.  | Тихий океан                |                                                           |
| 37°32′ пд. ш. 178°0′ сх. д. / 37.533° пд. ш. 178.000° сх. д. | Нова Зеландія              | Проходить через Північний острів Проходить через Гісборн  |
| 38°40′ пд. ш. 178°0′ сх. д. / 38.667° пд. ш. 178.000° сх. д. | Тихий океан                |                                                           |
| 60°0′ пд. ш. 178°0′ сх. д. / 60.000° пд. ш. 178.000° сх. д.  | Південний океан            |                                                           |
| 78°4′ пд. ш. 178°0′ сх. д. / 78.067° пд. ш. 178.000° сх. д.  | Антарктида                 | Проходить через Територію Росса (претендує Нова Зеландія) |